# سگ‌های جنگی
سگ‌های جنگ (انگلیسی: War Dogs) با نام اولیه (اسلحه‌ها و رفقا) یک فیلم آمریکایی در سبک زندگینامه‌ای، جنایی و کمدی-درام به کارگردانی تاد فلیپس است. این فیلم به نویسندگی استیفن چین، تاد فیلیپس و جیسون اسمیلوویک، بر اساس مقاله‌ای در مجلهٔ رولینگ استون، نوشته گای لاسون ساخته شده است. داستان فیلم دربارهٔ دو دلال صنایع جنگ‌افزاری به نام‌های افرایم دیورولی و دیوید پاکوز است که قراردادی به مبلغ ۳۰۰ میلیون دلار با وزارت دفاع آمریکا پنتاگون، برای تأمین سلاح و جنگ‌افزار برای نیروهای آمریکایی در افغانستان می‌بندند.
فیلمبرداری سگ‌های جنگ از ۲ مارس ۲۰۱۵، در رومانی آغاز شد و توسط وارنر برادرز در ۱۹ اوت ۲۰۱۶ در ایالات متحده به نمایش درآمد. 

## بازیگران
- جونا هیل
- مایلز تلر
- آنا د آرماس
- بردلی کوپر
- کوین پولاک
- ادی جمیسن
- شان توب
- گابریل اسپاهیو

## فیلم‌برداری
در ابتدا فیلم‌برداری به مدت چند هفته و در اواخر آوریل ۲۰۱۵ در میامی، فلوریدا تنظیم شده بود. با توجه به خبرهای دست اندرکاران فیلم، فیلم‌برداری از ۲ مارس سال ۲۰۱۵ در کشور رومانی آغاز شد.